# Player's Canadian Open 1983
Player's International Canadian Open 1983 — тенісний турнір, що проходив на відкритих кортах з твердим покриттям. Чоловічий турнір відбувсь на Jarry Park Stadium у Монреалі (Канада) в рамках Volvo Grand Prix 1983, жіночий турнір відбувсь у National Tennis Centre у Торонто (Канада) в рамках Світової чемпіонської серії Вірджинії Слімс 1983. Чоловічий турнір тривав з 8 до 14 серпня 1983 року, жіночий - з 15 до 21 серпня 1983 року.

## Фінальна частина

### Одиночний розряд, чоловіки
Іван Лендл —  Андерс Яррід 6–2, 6–2
- Для Лендла це був 5-й титул за сезон і 39-й - за кар'єру.

### Одиночний розряд, жінки
Мартіна Навратілова —  Кріс Еверт-Ллойд 6–4, 4–6, 6–1
- Для Навратілової це був 20-й титул за сезон і 170-й — за кар'єру.

### Парний розряд, чоловіки
Сенді Меєр /  Ферді Тейган —  Тім Галліксон /  Том Галліксон 6–3, 6–4
- Для Меєра це був 2-й титул за сезон і 30-й - за кар'єру. Для Тейгана це був єдиний титул за сезон і 18-й - за кар'єру.

### Парний розряд, жінки
Енн Гоббс /  Андреа Джегер —  Розалін Феербенк /  Кенді Рейнолдс 6–4, 5–7, 7–5
- Для Гоббс це був 3-й титул за сезон і 4-й — за кар'єру. Для Джегер це був 2-й титул за сезон і 11-й — за кар'єру.